# جان بيسون
جان بيسون (بالفرنسية: Jean Besson) هو سياسي فرنسي، ولد في 1 يوليو 1948 في فالريس في فرنسا. نشط حزبياً في الحزب الاشتراكي. وقد انتخب عضو مجلس الشيوخ الفرنسي وانتخب عضو مجلس جهوي.